# In High Places (píseň)
„In High Places“ je píseň britského multiinstrumentalisty Mika Oldfielda. Pochází z jeho alba Crises z roku 1983 a o čtyři roky později byla vydána jako jeho dvacátý druhý singl; ten se v britské hudební hitparádě neumístil.
Singl vyšel při příležitosti letu největšího horkovzdušného balónu na světě s názvem Virgin Atlantic Flyer. V něm majitel hudebního vydavatelství Virgin Records Richard Branson přeletěl Atlantský oceán. V písni zpívá zpěvák skupiny Yes Jon Anderson. Jako B strana singlu byla použita píseň „Poison Arrows“ (zpěv Barry Palmer) z Oldfieldova alba Discovery vydaného roku 1984.
Singl byl vydán rovněž v EP verzi (na dvanáctipalcové desce). Odlišností je přidaná instrumentální skladba „Jungle Gardenia“, která vyšla již v roce 1984 jako B strana singlu „Crime of Passion“.

## Seznam skladeb
7" verze
1. „In High Places“ (Oldfield/Oldfield, Anderson) – 3:33
2. „Poison Arrows“ (Oldfield) – 3:56

12" verze
1. „In High Places“ (Oldfield/Oldfield, Anderson) – 3:33
2. „Poison Arrows“ (Oldfield) – 3:53
3. „Jungle Gardenia“ (Oldfield) – 2:41